# 하나텐역
하나텐역(일본어: 放出駅, はなてんえき)은 일본 오사카부 오사카시 쓰루미구에 있는 서일본 여객철도의 철도역이다.

## 역 구조
2면 4선의 섬식 플랫폼을 가지고 있는 지상역이며, 역사는 교상화되어있다.
2002년 봄까지는 역 구조가 2면 3선의 복합식 (단선식+섬식) 구조였지만, 신 역사 설치와 함께 지금의 구조로 변경되었다. 또, 오사카히가시 선의 진입을 위하여 2007년 4월부터 부본선이던 1, 4번선을 본선으로, 본선이던 2, 3번선을 부본선으로 전환하였으며 도쿠안 역에서부터 이 역까지 교바시 방향의 선로를 일부 고가화하였다.

### 승강장
↑ 기즈·규호지 방면
| １２ | | ３４ |
교바시 방면 ↓
| 1 | ■ 갓켄토시 선 (상행)     | 시조나와테·마쓰이야마테·기즈 방면                                     |
| 2 | ■ 오사카히가시 선 (하행) | 다카이다추오·규호지·오지·나라 방면                                    |
| 2 | ■ 갓켄토시 선 (상행)     | 시조나와테 방면 (심야의 일부 열차만)                                  |
| 3 | ■ 오사카히가시 선 (상행) | (당역 종착 열차의 하차 승강장)                                        |
| 3 | ■ 갓켄토시 선 (하행)     | 교바시·기타신치·아마가사키 방면 (일부 열차만)                         |
| 4 | ■ 갓켄토시 선 (하행)     | 교바시·기타신치·아마가사키 방면 (오사카히가시 선에서의 직통쾌속 포함) |

## 역사
- 1895년 8월 22일 - 나니와 철도의 역으로 개업.
- 1897년 2월 9일 - 간사이 철도에 양도됨.
- 1907년 10월 1일 - 철도 국유화 법에 의하여 국유화.
- 1987년 4월 1일 - 일본국유철도 분할 민영화로 서일본 여객철도의 역이 됨.
- 2002년 7월 1일 - 역사 교상화.
- 2008년 3월 15일 - 오사카히가시 선 하나텐~규호지 간 부분 개통에 따라 오사카히가시 선 열차 진입 개시.

## 인접역 정보
| 서일본 여객철도 가타마치 선                   | 서일본 여객철도 가타마치 선   | 서일본 여객철도 가타마치 선 |
| --------------------------------------------- | ----------------------------- | --------------------------- |
| 시조나와테 기즈 방면                          | ■ 갓켄토시 선 쾌속 · 구간쾌속 | 교바시 아마가사키 방면      |
| 도쿠안 기즈 방면                              | ■ 갓켄토시 선 보통            | 시기노 아마가사키 방면      |
| 서일본 여객철도 가타마치 선 · 오사카히가시 선 |                               |                             |
| 교바시 아마가사키 방면                        | ■ 오사카히가시 선 직통쾌속    | 규호지 나라 방면            |
| 시·종착역                                     | ■ 오사카히가시 선 보통        | 다카이다추오 규호지 방면    |